# 4844 Matsuyama
4844 Matsuyama este un asteroid din centura principală, descoperit pe 23 ianuarie 1991 de Seiji Ueda și Hiroshi Kaneda.